# Eutrepsia secretus
Eutrepsia secretus är en fjärilsart som beskrevs av Druce. Eutrepsia secretus ingår i släktet Eutrepsia och familjen mätare. Inga underarter finns listade i Catalogue of Life.